# 표현 능력
컴퓨터 과학에서 언어의 표현 능력(expressive power, expressiveness, expressivity)은 해당 언어로 표현하고 소통할 수 있는 아이디어의 폭이다. 언어의 표현 능력이 좋을수록 표현에 사용 가능한 아이디어의 다양성과 양이 더 증대된다.
예를 들어, 웹 온톨로지 언어의 표현 능력 프로파일(OWL2 EL)은 OWL2 RL(규칙 언어)에서 표현할 수 있는 아이디어가 결여되어 있다. 그러므로 OWL2 EL은 OWL2 RL보다 표현 능력이 더 낮다고 언급된다. 이러한 제약으로 인해 OWL2 RL과 대비하여 OWL2 EL에서 더 효율적인(다항 시간) 추론이 가능해진다. 그러므로 OWL2 EL은 더 효율적인 추론(지식 표현 언어의 처리)의 댓가로 일부 표현 능력을 희생하는 것이다.

## 같이 보기
- 프로그래밍 언어의 비교#표현력